# إكس أمباسدورس
إكس أمباسدورس (X ambassadors) أو اختصارا إكس أي (X A)هي فرقة روك أمريكية من إثاكا، نيويورك الولايات المتحدة الأمريكية، وتتألف من كل من المؤدي الصوتي سام هاريس (بالإنجليزية: Sam Harris)‏ والعازف علي ألة المفاتيح (بالإنجليزية: keyboard)‏ «كايسي هاريس» (بالإنجليزية: Casey Harris)‏ وعازف الطبلة «أدم ليفن» (بالإنجليزية: Adam Levin)‏ وأخيرا عازف الغيتار «نواه فيلدشوه» (بالإنجليزية: Noah feldshuh)‏ .أطلق أول ألبوم لهم في يوليو 2015 تحت اسم «في إتش أس» (بالإنجليزية: VHS)‏ وإحتل مراكز متقدمة في الولايات المتحدة الأمريكية في تصنيف الألبومات بيلبورد200 وليأتي في المركز السابع وجاء كذالك في كندا في المركز الثاني، يعرف كذالك الغريق باشتراكهم في أغنية (بالإنجليزية: sucker for pian)‏ رفقة كل من ليل واين ولوجك وويز خليفة وتاي دولا ساين.إستطاعت الأغنية أن تنال كل من المركز السابع في أستراليا والمركز 8 في ألمانيا والمركز 15 في الولايات المتحدة بيلبورد هوت 100 .

## وصلات خارجية
- إكس أمباسدورس على موقع IMDb (الإنجليزية)
- إكس أمباسدورس على موقع ميوزك برينز (الإنجليزية)
- إكس أمباسدورس على موقع أول ميوزيك (الإنجليزية)
- إكس أمباسدورس على موقع ديسكوغز (الإنجليزية)
- إكس أمباسدورس على موقع قاعدة بيانات الفيلم (الإنجليزية)

الموقع الرسمي